# Подгорички споразум (2006)
Подгорички споразум (ПС) је политички споразум који је склопљен 23. марта 2006. године у Подгорици, између Демократске партије социјалиста Црне Горе и Бошњачке странке. Споразум су потписали Мило Ђукановић као предсједник ДПС и Рафет Хусовић као предсједник Бошњачке странке. Овим споразумом усаглашени су заједнички ставови о разним питањима која су се односила на положај Бошњака у Црној Гори, а договорена је и међусобна сарарадња двије странке у оквиру кампање за државну независност Црне Горе. У замјену за подршку ДПС-а рјешавању кључних питања од значаја за бошњачки народ у Црној Гори, Бошњачка странка се обавезала да ће црногорске Бошњаке позвати да на предстојећем референдуму о државном статусу Црне Горе, који је био заказан за 21. мај исте године, гласају за државну независност Црне Горе.
Споразум је имао велику политичку важност и значајно је утицао на исход референдума. Споразум је такође имао велики значај за рјешавање питања о положају бошњачког народа у Црној Гори, а поједине одредбе овог споразума су током наредних година постале предмет различитих тумачења и честих политичких расправа и спорова, што се у првм реду односи на питање о конститутивности бошњачког народа у Црној Гори, као и на питање о регионалном повезивању на ширем простору Санџака.

## Историја
Почетком 2006. године, у вријеме припрема за одржавање референдума, бошњачки народ у Црној Гори се нашао пред великим политичким и историјским изазовом, који је проистицао из могуће државно-политичке подјеле Санџака, која би наступила као посљедица евентуалног распада тадашње Државне заједнице Србије и Црне Горе. Таква подјела је са собом носила опасност од даље територијалне фрагментације и политичке маргинализације Бошњака, што је изазивало забринутост међу бошњачким првацима, како у Црној Гори, тако и у региону.
У намјери да оснаже политички положај Бошњака у Црној Гори, челници појединих сошеачких странака су одлучили да приступе организационом обједињавању, што је довео стварања Бошњачке странке, која је основана 26. фебруара 2006. године на великом сабору који је одржан у Рожајама. За предсједника Бошњачке странке изабран је Рафет Хусовић, а усвојени су и програмски документи у којима су формулисани главни политички циљеви. Кључни циљ се огледао у захтјеву за признавањем конститутивности бошњачког народа у Црној Гори, независно од исхода предстојећег референдума. На оснивачком сабору није била донијета коначна одлука о односу према рефендуму, чиме је остављен простор за отпочињање политичких преговора са главним политичким чиниоцима у Црној Гори.
Пошто су све анализе показивале да независност Црне Горе може бити изгласана само уз подршку бошњачких гласова, руководство Демократске партије социјалиста Црне Горе је током марта 2006. године уложило велике напоре у циљу придобијања Бошњачке странке. Тим поводом је дошло до комплексних преговора између страначких руководстава, а кључну улогу у преговорима одиграли су поједини високи функционери ДПС-а који су били бошњачке народности. Преговори су резултирали постизањем начелне сагласности о кључним питањима. У замјену за референдумску подршку црногорској државној независности, руководство Бошњачке странке је од представника ДПС-а тражило и добило низ обећања, која су се односила на конститутивност бошњачког народа, гарантовану заступљеност Бошњака на свим нивоима власти и проналажење низа конкретних рјешења за неометан национални и културни развој Бошњака у Црној Гори. Нацрт споразума се потом нашао пред Главним одбором БС, који је 22. марта, на сједници одржаној у Рожајама, одлучио да прихвати споразум. Та одлука је била донијета већином гласова, пошто се дио руководства БС изјаснио против сарадње са црногосрким владајућим странкама. Упркос томе, споразум између БС и ДПС је званично потписан наредног дана, 23. марта 2006. године у Подгорици, а потписе на споразум су ставили Мило Ђукановић испред ДПС и Рафет Хусовић испред БС. Након склапања споразума, руководство БС је позвало бошњачке гласаче да на предстојећем референдуму подрже независност Црне Горе.
Током референдумске кампање, челници Бошњачке странке су активно радили на промоцији државне независности Црне Горе међу бошњачким гласачима, а непосредно након самог референдума, који је одржан 21. маја 2006. године, постало је очигледно да је референдумски процес успио управо захваљујући гласовима Бошњака, који су у великој већини подржали независност Црне Горе, уздајући се у обећања из Подгоричког споразума. Иако је Бошњачка странка знатно доприњела остварењу државне независности Црне Горе, испунивши тиме свој дио споразума, убрзо се показало да постоје различита гледишта не само о конкретној динамици реализације, већ и о суштини појединих закључака из Подгоричког споразума. Недуго након референдума, челници владајуће ДПС су почели да релативизују поједине одредбе споразума, чиме је постављена основа за покретање бројних политичких расправа, које су добиле на значају након доношења новог Устава Црне Горе (2007), који Бошњацима није признао статус конститутивног народа у Црној Гори. У међувријемену, у самој Бошњачкој странци је преовладала прорежимска струја, која је ради учешћа у власти одустала од борбе за конститутивност Бошњака у Црној Гори. Упркос томе, дио бошњачке политичке јавности није одустао од кључних циљева који су били назначени у Подгоричком споразуму, тако да је и сам споразум током наредних година стекао статус незаобилазне политичке теме у склопу честих политичких расправа и спорова о свим питањима која се односе на политички положај бошњачког народа у Црној Гори.